# Albert Henry Robinson

Albert Henry Robinson né le 2 janvier 1881 à Hamilton et mort le 7 octobre 1956 à Montréal est un peintre canadien.

## Biographie
Il commence sa carrière à titre d'illustrateur. Il a plus de vingt ans lorsqu'il se rend à Paris afin d'étudier à l'Académie Julian sous la direction de William Bouguereau ainsi qu'à l'École des beaux-arts de Paris auprès de Gabriel Ferrier. En 1908, il déménage à Montréal et fait la rencontre de Maurice Cullen et William Brymner. Il contribue à la fondation du Canadian Groupe of Painters.

## Prix et honneurs
- 1928 : Prix Jessie-Dow

## Musées et collections publiques
- Agnes Etherington Art Centre
- Galerie d'art Beaverbrook
- McMichael Canadian Art Collection
- Musée canadien de la guerre
- Musée d'art de Joliette
- Musée de la civilisation
- Musée des beaux-arts de l'Ontario
- Musée des beaux-arts du Canada
- Musée des beaux-arts de Montréal
- Musée national des beaux-arts du Québec[3],[4]
- Museum London
- RiverBrink Art Museum
- Tom Thomson Memorial Art Gallery
- The Winnipeg Art Gallery

Galerie d'oeuvres
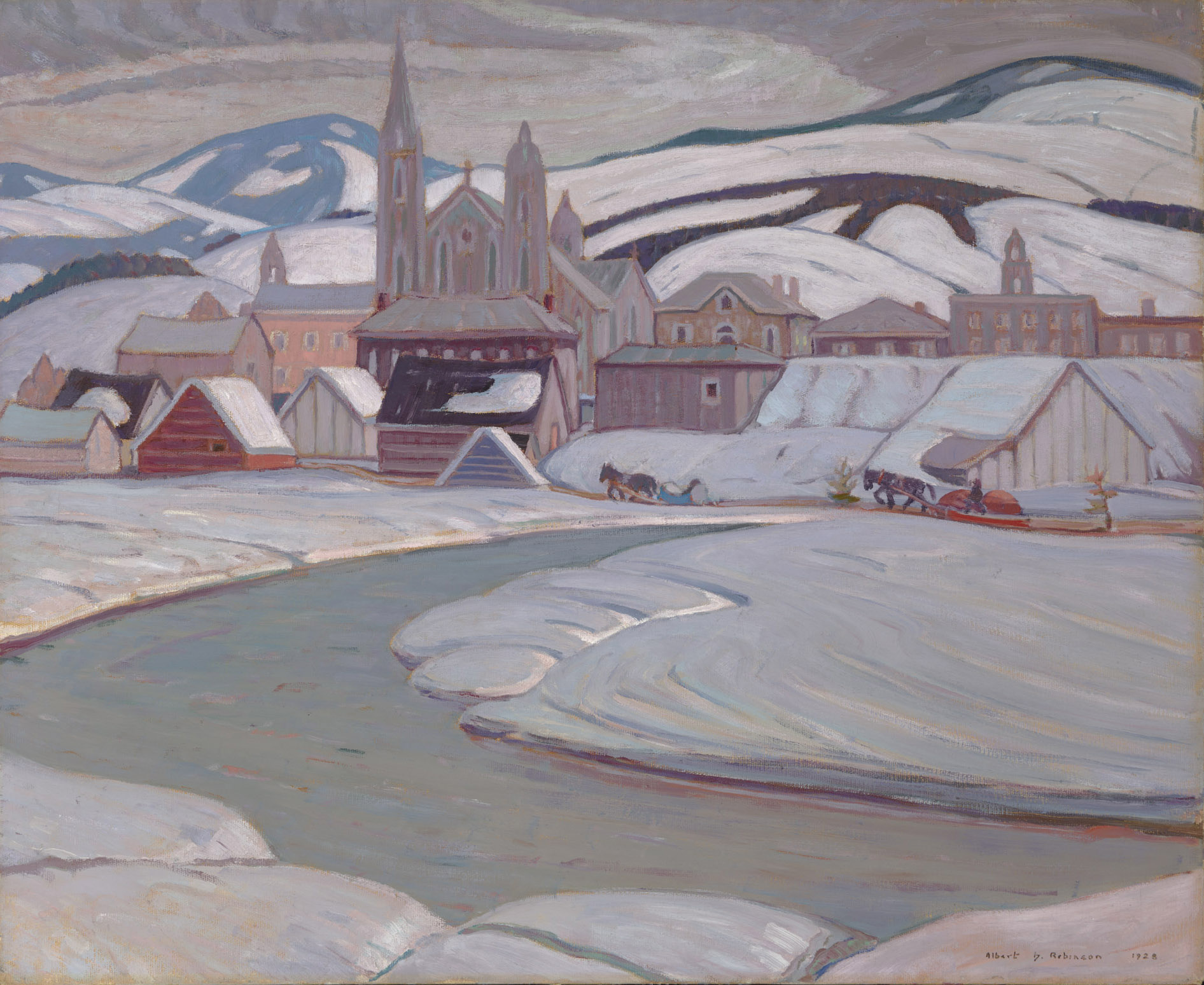
Baie Saint-Paul, Collection particulière Pierre Lassonde
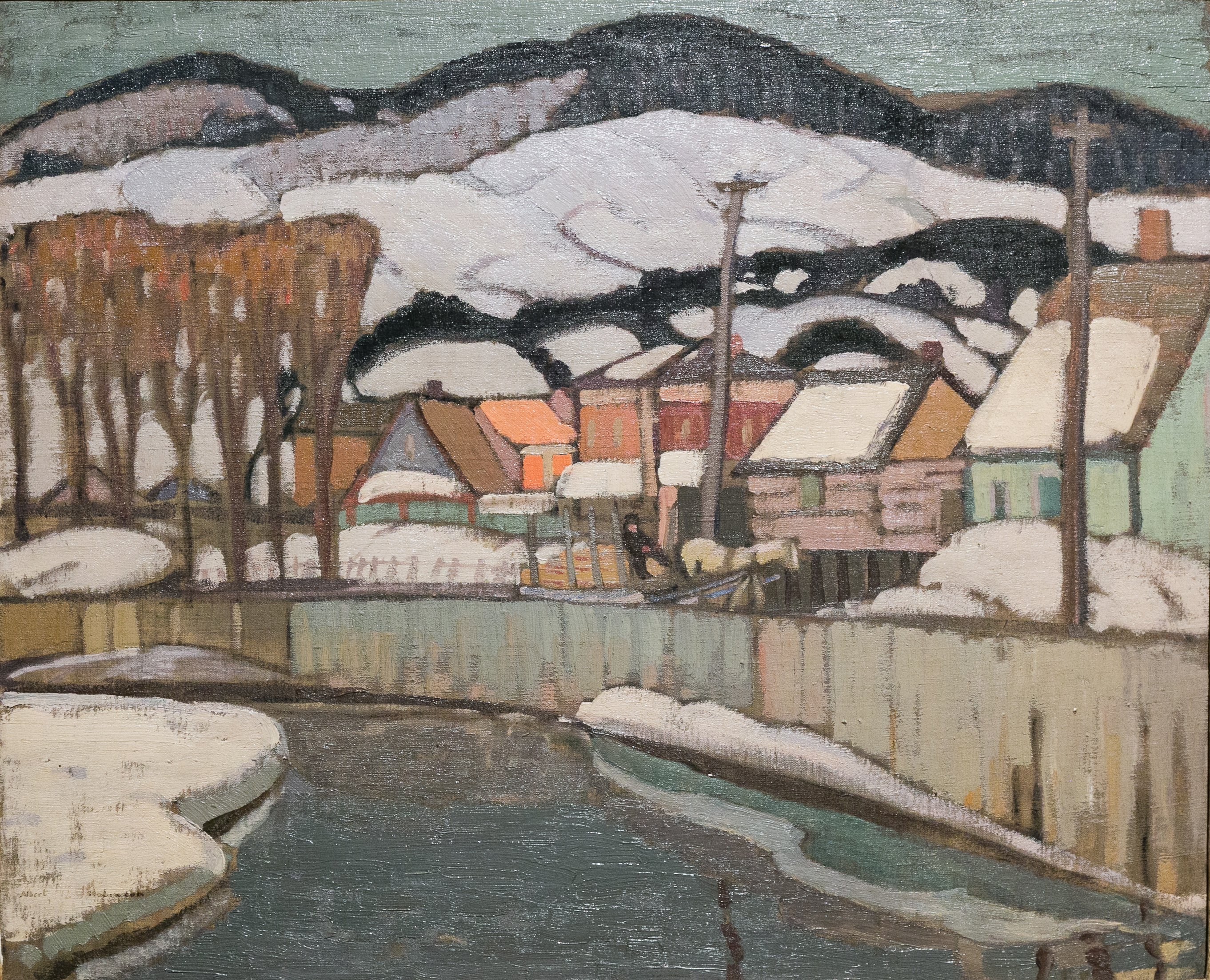
L'hiver, Baie-Saint-Paul, MBAM, 1927.454
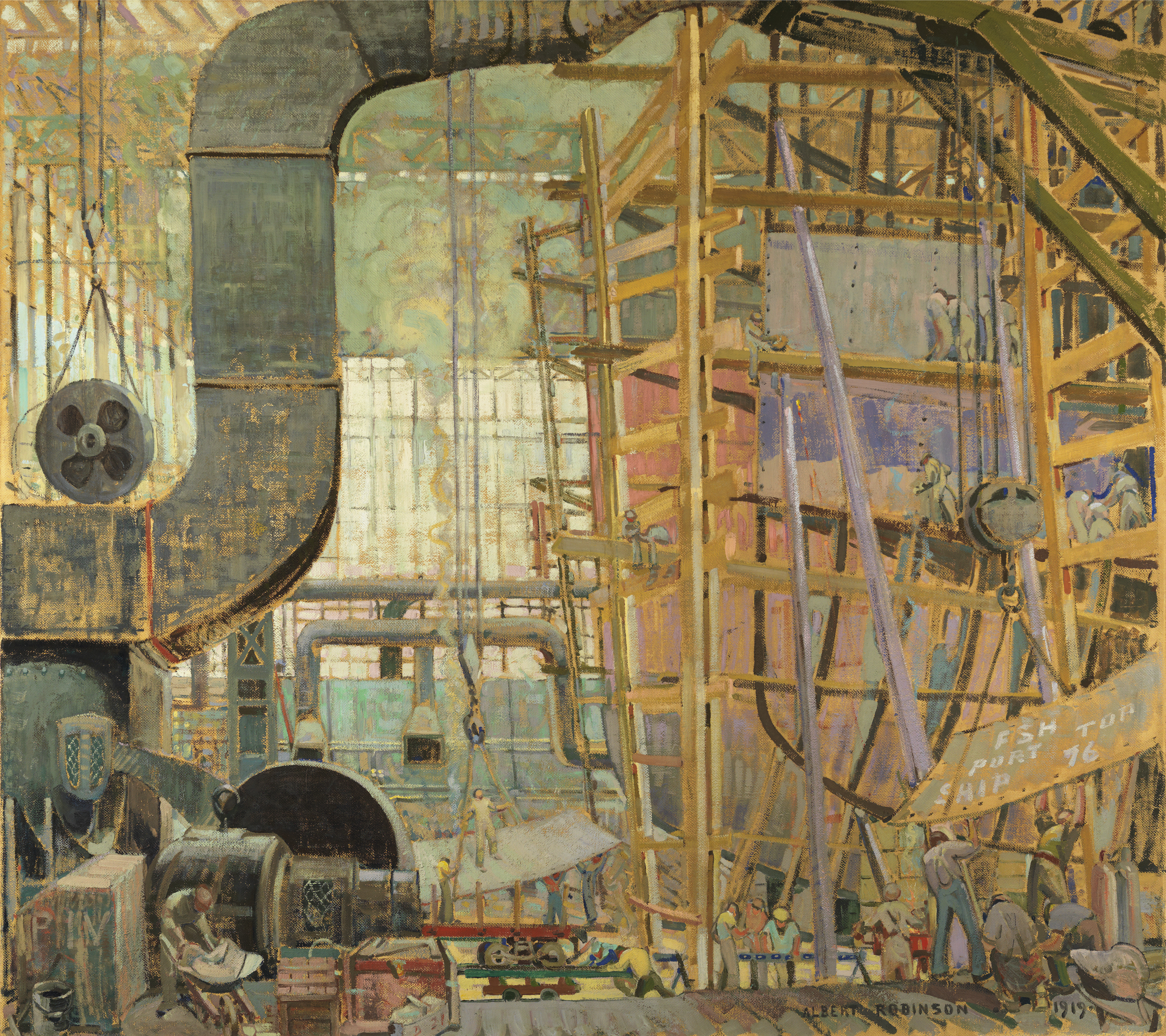
Starting the Freighter, Coll. Beaverbrook Collection of War Art